# Alida Maria Altenburger
Alida Maria Altenburger (Pola, Ístria; actualment Pula, Croàcia, 31 de maig de 1921 — Roma, 22 d'abril de 2006) va ser una actriu italiana coneguda amb el nom d'Alida Valli.
Va protagonitzar diverses pel·lícules a Itàlia durant les dècades de 1940 a 1970, amb un parèntesis durant el règim feixista italià, durant el qual se negà a participar en cap pel·lícula.
El 1997 va guanyar el Lleó d'Or al Festival de Venècia en reconeixement de la seva trajectòria. Durant la seva carrera va aparèixer en més de 100 llargmetratges. El crític Frédéric Mitterrand la va destacar com una de les tres actrius europees més importants de la història, juntament amb Marlene Dietrich i Greta Garbo.

## Filmografia seleccionada
- Manon Lescaut, de C. Gallone (1940)
- Piccolo mondo antico, de M. Sodati (1941)
- Noi vivi, de G. Alessandrini (1942)
- The Paradine Case, d'Alfred Hitchcock (1947)
- El tercer home (The Third Man), de Carol Reed (1949)
- Senso, de Luchino Visconti (1954)
- Les dialogues des Carmélites de P. Agostini (1960)
- Les yeux sans visage de P. Franju (1960)
- L'últim xantatge (The Happy Thieves) de George Marshall (1961)
- L'autre femme, de F. de Villiers (1964)
- Edipo re, de Paolo Pasolini (1967)
- La strategia del ragno (1970)
- Novecento, de Bernardo Bertolucci (1975)
- Un mes al llac (A Month by the Lake) (1995)